# Alberto Trueba Urbina
Alberto Trueba Urbina fue un abogado social mexicano, diputado federal por el Partido Revolucionario Institucional, gobernador de Campeche de 1955 a 1961. Fue profesor, investigador emérito y doctor honoris causa de la Universidad de Yucatán (ahora Universidad Autónoma de Yucatán). Realizó su doctorado en la Universidad Nacional Autónoma de México y también fue profesor emérito de esta.  
Es reconocido por sus aportes doctrinales al Derecho social mexicano, de los cuales destaca su teoría integral, que pretende erradicar la explotación del trabajador a través de normas reivindicatorias de la clase obrera.[cita requerida]
Nació en Campeche y estudió en la Escuela Libre de Derecho. Es considerado por algunos como uno de los padres del Derecho social o de la seguridad social en México. De su primer matrimonio, en Campeche, nació quien luego sería un destacado abogado laboralista, Jorge Trueba Barrera (fallecido) y también Jacinta Trueba Barrera. Después de fallecer su primera esposa, María Isolina de Jesús Barrera Fuente, se casó con Virginia Ibarra Gómez, el 27 de marzo de 1950 en La Habana, Cuba. Posteriormente, a mediados de los 70, tuvo una hija con la joven química y farmacobióloga, Alicia Vargas García, de nombre Lorena Trueba Urbina Vargas. Falleció el 22 de febrero de 1984, a sus 80 años.[cita requerida]
El 19 de agosto de 2017, se inauguró la Exposición Documental y Fotográfica “Alberto Trueba Urbina” en las Salas de Museo del Archivo General del Estado de Campeche (AGEC), con motivo de la donación de acervo documental del doctor Alberto Trueba Urbina por parte de sus familiares. El acervo está conformado por 34 documentos en original, que plasman el “Campeche Nuevo”, surgido el 9 de agosto de 1955, cuando se ganó terreno al mar para edificar lo que él llamaba la nueva ciudad; así como por su paso por el Congreso de la Unión y su gran contribución al derecho social, la educación, y varios libros como referencia, por citar algunas.[cita requerida]

## Publicaciones
- El Artículo 123. (1943)
- Constitución política de los Estados Unidos Mexicanos (anotada): Textos vigentes y sus limitaciones durante el estado de guerra (1944)
- Nueva legislación de amparo: doctrina, texto y jurisprudencia. (1950)
- Evolución de la huelga. (1950)
- ¿Qué es una constitución político-social? (1954)
- Tratado de legislación social (1954)
- El Teatro de la República: biografía de un gran coliseo. (1954)
- Centenario del Plan de Ayutla (1957)
- Diccionario de Derecho Obrero. (1957)
- La primera constitución político-social del mundo: teoría y proyección (1971)
- Nueva Ley federal del trabajo reformada: Comentarios, jurisprudencia y bibliografía, concordancias y prontuario. (1973)
- Nuevo derecho administrativo del trabajo: teoría integral. (1973)
- La nueva legislación de seguridad social en México (1977)
- Nuevo derecho procesal del trabajo: teoría integral (1978)
- Derecho social mexicano (1978)
- Nuevo derecho internacional social (1979)
- Nuevo derecho del trabajo: teoría integral. (1981)
- Ley federal del trabajo de 1970: Reforma processal de 1980 con Jorge Trueba Barrera. (1990)
- Nueva legislación de amparo reformada: doctrina, textos y jurisprudencia (1994)
- Legislación federal del trabajo burocrático: comentarios y jurisprudencia, disposiciones complementarias. (1999) con Jorge Trueba Barrera
- Ley federal del trabajo: comentarios, prontuario, jurisprudencia y bibliografía (2008) con Jorge Trueba Barrera y Lorenia Trueba Almada.